# 로버트 모리슨

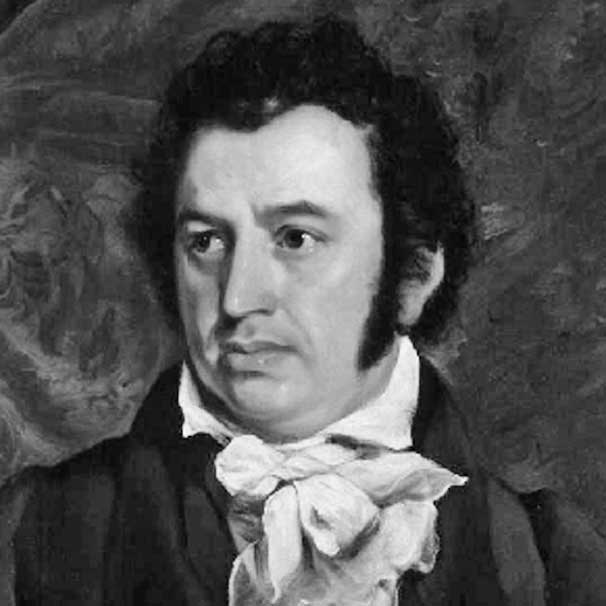

로버트 모리슨(Robert Morrison, FRS, 1782년 1월 5일~1834년 8월 1일)은 영국의 개신교 선교사이다. 중국 교회사에서는 처음으로 활동한 개신교 선교사이다.

## 경력
1789년 런던 전도 학교를 졸업하고 1807년 중국에 건너가 개척 선교사로 일하였다. 1813년 <신약 성서>를 한문으로 번역하였고, 1816년(순조 16) 영국인 바실 흘을 통하여 한국에 최초로 <성서>를 전해 주었다.
그가 처음에 중국에서 전도를 할 때 7년 동안이나 걸려서 겨우 한 사람의 신자를 얻었다 한다. 그 후 <구약 성서>와 <영한 사전>을 출판하고, 일생을 중국에서 전도 사업에 바쳤다.